# Уфтрунген
Уфтрунген (нем. Uftrungen) — община в Германии, в земле Саксония-Анхальт.
Входит в состав района Зангерхаузен. Подчиняется управлению Росла-Зюдхарц. Население составляет 1108 человек (на 31 декабря 2006 года). Занимает площадь 29,65 км².

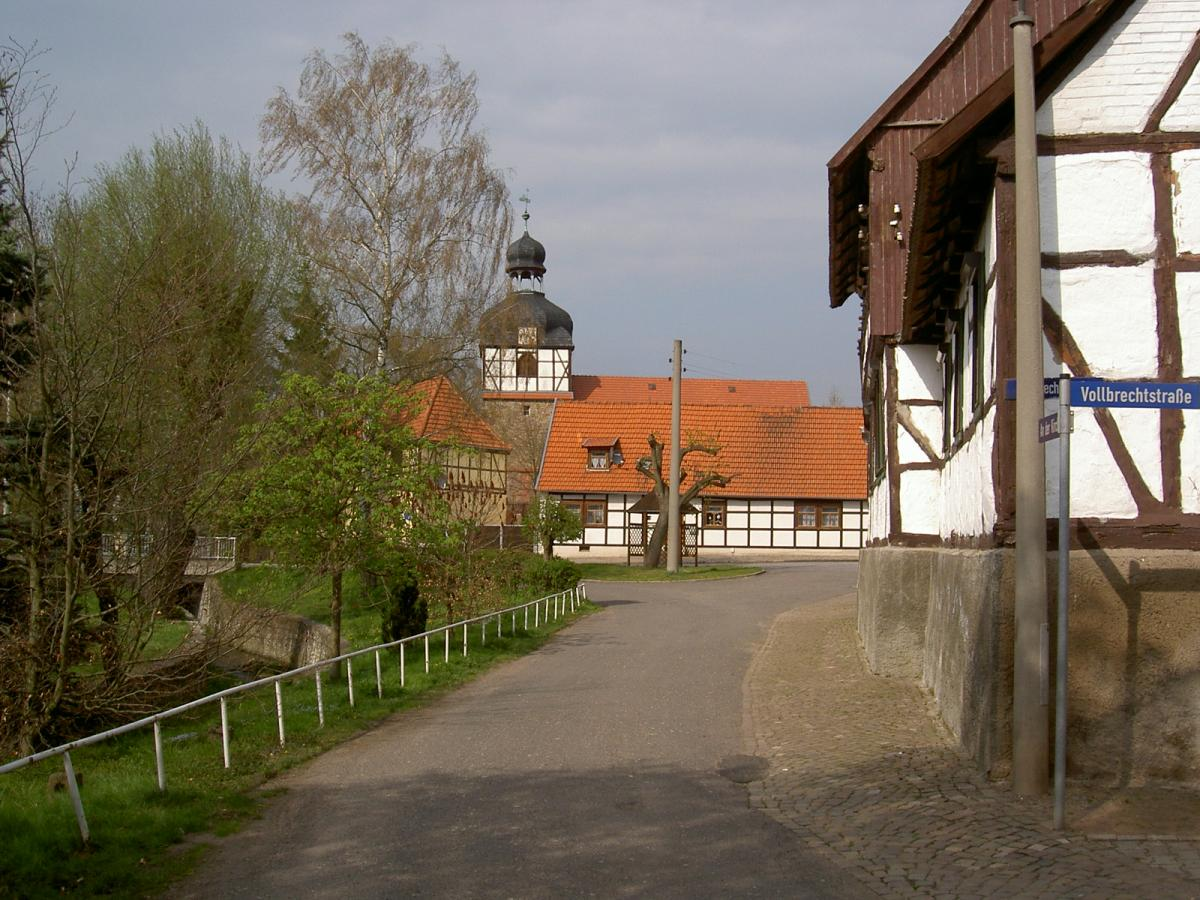
Церковь